# Otra semana en Cartoon
Otra semana en Cartoon (Otra semana en Boing en España) fue una serie de cortometrajes uruguaya transmitida por la cadena de televisión infantil Cartoon Network (Latinoamérica), estrenada en mayo de 2015 y finalizada en mayo de 2021. Los capítulos también se subían en línea en la página oficial del mismo canal y también en YouTube. Fue creada y realizada por el uruguayo Agustín Ferrando Trenchi.
Aparecían escenas de series originales y adquiridas del canal, tales como Hora de aventura, Un show más, El increíble mundo de Gumball, Ben 10: Omniverse, Los Jóvenes Titanes en acción, Tío Grandpa, Steven Universe, El show de Tom y Jerry y Clarence. A partir de la segunda temporada se agregaron las series Hermano de Jorel, Escandalosos y Las chicas superpoderosas. A partir de la tercera se añadieron las series Ben 10 y Magiespadas. A partir de la cuarta se añadieron las series ¡OK, K.O.! Seamos héroes, Manzana y Cebollin, Villanos (solo los vídeos de orientación para villanos), El mundo de Craig, Campamento de verano, Toontorial y Guau. A partir de la quinta se añadieron las series Víctor y Valentino, La leyenda de Zeta y Ozz y DC Super Hero Girls.
El tema de apertura de cada temporada es diferente. Además, ha tenido dos especiales: un especial como preestreno de la segunda temporada dedicado a Las Chicas Superpoderosas, y otro especial para finalizar la tercera temporada, en donde Agustín respondió comentarios de varios usuarios.
El 17 de agosto de 2020, se confirmó que Otra semana en Cartoon llegaría a España a través del canal Boing, solo que renombrado como Otra semana en Boing, debido a que Cartoon Network España cesó emisiones el 30 de junio de 2013, y todos sus contenidos se mudaron a Boing.
Sorpresivamente, la serie regresó el 22 de agosto de 2020 en el canal de YouTube de Cartoon Network después de un hiatus de casi diez meses, llamándose Otra semana en casa. Este primer episodio de la sexta temporada es uno de los pocos en contar la realidad, ya que se puede ver a todos los personajes confinados en sus casas debido a la pandemia de COVID-19, y se le dio la bienvenida a Unikitty!, El Mundo Surrealista de Any Malu y Mao Mao: Héroes de puro corazón (aunque de forma "secreta", ya que la pandemia prohíbe hacer celebraciones).
Después de más de seis temporadas, la serie finalizó el 19 de mayo de 2021 en una emisión especial con varias repeticiones de capítulos viejos, para luego mostrar un episodio completo de 16 minutos recordando momentos de la serie.

## Trama
Fue un espectáculo de cortometrajes basado en las series actuales que transmite Cartoon Network, cuya duración variaba (aunque no dura más de dieciséis minutos). Fue un resumen semanal de los programas de Cartoon donde en cada capítulo se desmenuzan peculiaridades, errores, misterios de los episodios o personajes y varios cuadros cómicos, con un estilo de humor no convencional. Cabe destacar que la voz en off de la serie —realizada por el mismo Agustín Ferrando en su formato original— se caracteriza por su neutralidad emocional.
Los cuadros cómicos de Otra semana en Cartoon son Analizando cosas, Misterio de la semana, Personaje secundario favorito, ¿Qué aprendimos?, entre muchos otros de poca frecuencia.
Al finalizar el episodio, aparece alguna escena de cierta serie, o esta fue modificada por el creador. En varios capítulos aparecen también escenas de videos, creadas por el mismo Agustín.

## Historia
Otra semana en Cartoon surge como consecuencia de un proyecto antecesor de su creador llamado Tiranos temblad, serie uruguaya de YouTube que tiene un formato bastante similar. Este producto de internet consigue tal nivel de popularidad y difusión que termina llegando a los ejecutivos de Cartoon Network en su filial latinoamericana. Estos se ponen en contacto con Agustín y lo contratan para adaptar el formato de Tiranos temblad a los programas del canal.
Agustín Ferrando Trenchi es un realizador audiovisual que ha trabajado en programas de televisión y también con importantes agrupaciones y solistas de rock de su país, como director de videos y documentales. Para este proyecto de la cadena Cartoon, formó un equipo integrado por su pareja, Fernanda Montoro, sus dos hermanos: Matías y Camilo Ferrando Trenchi, además de Matías de León y Juan Manuel Ruétalo.

## Episodios
La serie duraría 6 temporadas completas que se emitían desde mayo - diciembre, y antes de presentar la nueva temporada muestra un especial como un preestreno de la siguiente temporada.